# Léo Corin
Léo Corin (* 11. Juni 1941 in Lüttich) ist ein belgischer Karambolagespieler in der Disziplin Kunststoß (Billard Artistique) und mehrfacher Welt- und Europameister.

## Karriere
Corin fing, wie die meisten Karambolagespieler, seine Karriere auf dem klassischen Weg mit der Freien Partie an. Als 18-Jähriger gewann er 1959 den Titel des Europameisters der Junioren. Über Cadre, mit einem zweiten Plot bei der 71/2-WM 1977, wechselte er dann endgültig zum Kunststoß, wo er bereits 1972 seine erste von vier Goldmedaillen bei der Weltmeisterschaft gewann. Bei den Europameisterschaften konnte er, ähnlich erfolgreich, ebenfalls vier Titeln erringen. Bis zu seinem Karriereende 1990 mit der letzten Goldmedaille bei der EM im holländischen Grubbenvorst gewann er zu seinen sieben belgischen Titeln insgesamt 20 Medaillen auf internationaler Ebene. Danach gründete er seine eigene Billardtischmanufaktur, in der er neben Karambolagetischen auch Snooker- und Pooltische herstellt.

## Erfolge
- Billard-Artistique-Weltmeisterschaft:  1972, 1973, 1975, 1983  1980, 1988,  1974, 1979, 1984
- Billard-Artistique-Europameisterschaft:  1980, 1983, 1985, 1990  1980, 1988  1974, 1979, 1984
- Cadre-71/2-Weltmeisterschaft:  1977

- Fünfkampf-Europameisterschaften für Nationalmannschaften:  1969  1979
- Belgische Meisterschaft (Kunststoß):  7×
- Freie-Partie-Europameisterschaft der Junioren:  1959[1][2]